# 松屋健治
松屋 健治（まつや けんじ、1950年12月6日 - ）は、神奈川県出身の元プロ野球選手（外野手）。

## 来歴・人物
神奈川県立逗子高等学校ではエースで4番、主将。右の本格派で速球、ドロップが武器。スタミナ、制球力に難がある。
1968年にサンケイアトムズのテストに合格し、ドラフト外で外野手として入団する。しかし、一軍公式戦に出場がないまま、1970年に現役を引退した。

## 詳細情報

### 年度別投手成績
- 一軍公式戦出場無し

### 背番号
- 81 （1969年）
- 71 （1970年）